# Plesiomma atrum
Plesiomma atrum är en tvåvingeart som beskrevs av Stanley Willard Bromley 1929. Plesiomma atrum ingår i släktet Plesiomma och familjen rovflugor. Inga underarter finns listade i Catalogue of Life.